# Agents super zéro
Pour les articles homonymes, voir Mortadel et Filémon (homonymie).
Pour plus de détails, voir Fiche technique et Distribution.
Agents super zéro (titre entier : Agents super zéro : Les nouvelles aventures de Mortadel et Filémon (Mortadelo y Filemón contra Jimmy el Cachondo) est un film espagnol réalisé par Javier Fesser, sorti en 2014. Le film remporte deux prix Goya (meilleur film d'animation et meilleur scénario adapté), un Gaudí (meilleur film d'animation) et un Forqué (prix spécial EGEDA du meilleur documentaire ou long métrage d'animation), en 2015.
Dans le film Mortadel et Filémon doivent arrêter Jimmy le mariole, qui prévoit faire exploser la T.I.A..
Il est entièrement développé en animation 3D, contrairement à ses prédécesseurs Mortadel et Filémon (2003), également de Javier Fesser, et Mortadelo y Filemón. Misión: salvar la Tierra (2008).

## Synopsis
Après avoir reçu un document top secret et l'avoir stocké dans son nouveau coffre-fort, l'agence d'espionnage T.I.A. est embarrassée devant les autres agences lorsque Jimmy le mariole et ses complices, les frères siamois Mari et Trini, volent le coffre-fort avec facilité, provoquant le départ du Super, qui ordonne à Ofelia de faire appel à ses meilleurs agents. Pendant ce temps, Filémon est en plein rêve où il se proclame le meilleur agent de tous les temps et après s'être réveillé brutalement, il apprend de Mortadel que Grosse Paluche, un criminel violent que Filemón a mis en prison il y a 15 ans avec de fausses preuves, s'est échappé pour lui faire le « vous savez quoi », et que la police a l'ordre de ne pas l'arrêter jusqu'à ce qu'on s'occupe de lui. Mortadel lui montre le système de sécurité du département, mais Filemón l'active par inadvertance lorsqu'il pense que Grosse Paluche est à proximité.
De retour à la T.I.A., Super ordonne l'arrestation de Jimmy et montre au duo la nouvelle invention du Professeur Bacterium, l'« Inversiline », une concoction qui peut inverser les personnalités, mais Grosse Paluche s'introduit dans le bureau et se l'injecte accidentellement lorsqu'il essaie de faire le « vous savez quoi » à Filemón, ce qui le fait changer d'attitude et devenir docile et amical. Super, impressionné par cette concoction, ordonne à Bacterium de la tester sur les deux agents, mais il est très déçu d'apprendre que, étant à moitié idiots, l'« Inversiline » les rendrait à moitié intelligents, c'est-à-dire qu'ils seraient les mêmes.
Lorsqu'ils découvrent que Grosse Paluche connaît l'emplacement du repaire de Jimmy, Super leur ordonne de l'emmener à la planque de la T.I.A., mais en chemin, ils perdent de vue la voiturette dans laquelle se trouvait Grosse Paluche et le poursuivent sur une moto « empruntée ». Lorsqu'ils se rendent compte que la maison correspond aux spécifications que Super leur a données, ils disent au type que le nouveau type est arrivé, ce à quoi il les laisse entrer. Cependant, la maison fait en réalité partie d'une émission de télé-réalité dirigée par une femme narcissique et exploiteuse nommée Yolanda, et ils exposent Grosse Paluche à la télévision nationale, sous le regard furieux de Jimmy et de Super, et les choses empirent lorsque l'effet de la concoction est inversé et que Grosse Paluche redevient lui-même. En essayant de faire « vous savez quoi » à Filemon, il glisse et s'écrase sur Yolanda, et elle et Grosse Paluche (pour la deuxième fois) se retrouvent sous l'effet de l'« Inversiline » lorsqu'ils se l'injectent accidentellement.
De retour à la T.I.A., Super réprimande le duo pour cette négligence lorsque Jimmy interrompt la réunion et fait exploser le bureau. En conséquence, Super leur ordonne d'emmener Grosse Paluche dans son appartement, où, au son de Julio Iglesias, il abandonne son désir de se venger de Philémon, et les deux profitent du fait qu'il est drogué pour en faire leur serviteur, bien qu'ils le traitent de façon irrespectueuse. Lorsqu'ils envoient Grosse Paluche au magasin de bières, celui-ci rencontre Rompetechos, qui le prend pour un enfant orphelin et a l'intention de l'emmener dans un centre d'adoption, mais ils changent de cap lorsqu'il redevient lui-même et se rend dans un camion volé au repaire de Jimmy, qui d'ailleurs essayait de le tuer, mais n'y est pas parvenu et a été blessé. Réalisant qu'ils l'ont perdu de vue, les agents partent à sa recherche et Mortadel trouve un club que Jimmy a laissé derrière lui, sur lequel figurent son adresse et son numéro de téléphone. Pensant que Grosse Paluche a été torturé, Mortadel suggère d'utiliser la téléportation pour se rendre au camp, mais ce que Filemon prend pour une méthode pour arriver plus vite est en fait d'apporter une vieille télévision à la tante de Mortadel, et en arrivant avec, ils demandent à son âne de leur donner un coup de pied pour se rendre directement au repaire.
D'autre part, Grosse Paluche arrive avec Jimmy, mais ce dernier a toujours l'intention de le tuer pour avoir collaboré avec la T.I.A., bien qu'il change d'avis lorsqu'il parvient à ouvrir le coffre-fort (car pour l'ouvrir il fallait enlever un petit crochet, et Jimmy avait échoué dans toutes ses tentatives), tandis que Rompetechos commence à toucher l'armement (qu'il confond avec des jouets d'enfants) et laisse par inadvertance à découvert une énorme bombe que Jimmy avait l'intention d'utiliser pour une occasion spéciale et décide de la faire exploser. Alors qu'il part en hélicoptère, les frères et Grosse Paluche restent sur place pour protéger l'endroit, mais une dispute entre eux fait tomber le cigare de Trini dans une boîte à bombes et l'endroit explose.
Mortadel et Filemón étant présents, ils se battent avec Grosse Paluche et celui-ci finit par les lancer vers la ville dans un avion qu'ils ont assemblé avec des morceaux de la garde détruite, tandis que le méchant subit une altération cérébrale et sa personnalité est modifiée, ayant à la fois le côté docile et le côté violent. D'autre part, la joie de Mari et Trini d'avoir été séparées lors de l'explosion est de courte durée lorsqu'un pot de colle que portait Mortadel leur tombe dessus, les faisant se recoller l'une à l'autre. De retour auprès de Jimmy, celui-ci s'apprête à activer la bombe, mais Rompetechos, qui s'était glissé à bord, commence à appuyer sur des boutons au hasard, ce qui déstabilise l'hélicoptère. Les agents en profitent pour enlever la bombe, mais pendant la célébration, Filemón la laisse tomber dans les étages inférieurs de l'immeuble, et lorsqu'elle explose, elle soulève toute la T.I.A. dans l'espace.
Lorsque l'avion poubelle atterrit sur le terrain, Grosse Paluche les dépasse pour sauver son « père » Rompetechos, qui s'est jeté dans le vide depuis les hauteurs, mais Filemon le provoque et il redevient normal et applique avec succès le « vous savez quoi », tandis que Mortadel le félicite. Après avoir sauvé son père, Grosse Paluche part avec lui pour commencer une nouvelle vie. Pendant ce temps, la célébration des agents est de courte durée lorsque l'hélicoptère de Jimmy tombe à côté d'eux et active un bouton qui le transforme en char de combat. Sur le point de les tuer, Filemon l'avertit que tout le poids de la T.I.A. va lui retomber dessus, et c'est alors que le bâtiment entier s'écroule sur lui.
Quelque temps plus tard, Super se retrouve sur un lit d'hôpital avec les agents qui attendent d'être récompensés pour avoir « accompli » la mission, mais ils se déchaînent sur lui lorsqu'ils apprennent que le document qu'ils recherchaient était en fait une crème de patate douce qu'Ophélie lui a envoyée pour ses problèmes d'estomac. Plus tard, on apprend que, pour se venger, Mortadel et Filemón lui ont fait avaler le coffre-fort en entier. Pendant ce temps, en Antarctique, les agents se cachent du Super qui les a traqués.
Durant le générique de fin, Mortadel demande à Filemón ce qu'il est advenu du reste de l'« Inversiline », pour se rendre compte qu'il l'a utilisée sur Irma (la secrétaire sexy du Super qu'il a tenté en vain de draguer) pour qu'elle tombe amoureuse de lui, mais ils sont battus par le concierge de l'immeuble parce que le sol était mouillé, ce qui fait rire Mortadel et lui fait tomber un pot de fleurs sur la tête.

## Fiche technique
- Titre : Agents super zéro
- Titre original : Mortadelo y Filemón contra Jimmy el Cachondo
- Réalisation : Javier Fesser
- Scénario : Javier Fesser, Claro García, Cristóbal Ruiz (d'après la bande dessinée Mortadel et Filémon de Francisco Ibáñez)
- Musique : Rafael Arnau
- Photographie : Miguel Pablos
- Montage : Javier Fesser
- Production : Antonio Asensio, Francisco Ramos
- Société de production : Zeta Audiovisual, J. Cohen Productions, Películas Pendelton, Ilion Animation Studios, Televisión Española, Canal+ Espagne, Televisió de Catalunya et Ono
- Pays :  Espagne
- Genre : Animation et comédie
- Durée : 91 minutes
- Dates de sortie : 
  - Espagne : 28 novembre 2014
  - États-Unis: 30 mars 2015
  - France : 19 juin 2019

## Distribution

### Voix originales
- Karra Elejalde : Mortadel
- Janfri Topera : Filemon
- Gabriel Chame : Jimmy le mariole
- Mariano Venancio : Super
- Enrique Villén : Professeur Bacterio
- Berta Ojea : Ofelia
- Athenea Mata : Irma
- Emilio Gavira : Rompetechos
- José Alias/Victor Monigote : Tronchamulas
- Chani Martín : Mari
- Manuel Tallafé : Trini

### Voix françaises
Note : Doublage réalisé en Belgique.
- Franck Daquin : Filémon
- Peppino Capotondi : Mortadel
- Nicolas Matthys : Jimmy le mariole
- Martin Spinhayer : Super
- Claudio Dos Santos : Grosse Paluche (Tronchamulas)
- Patrick Donnay : le père adoptif de Grosse Paluche (Rompetechos)
- Michelangelo Marchese : Thérèse (Trini)
- Philippe Resimont : Mari
- Nathalie Hons : Ofelia
- Benoit Van Dorslaer : Professeur Bacterium

## Production
Le film est réalisé par Javier Fesser (le même réalisateur que le premier film) et produit par Zeta Audiovisual, Películas Pendelton, Warner Bros. España et Ilion Animation Studios. Le scénario du film est écrit par Fesser lui-même, Cristóbal Ruiz et Claro García. La musique est composée par le compositeur Rafael Arnau, y compris une reprise du classique Me olvidé de vivir de Julio Iglesias, interprétée par Macaco. Malgré le bon accueil qu'elle a reçu, la bande originale n'a pas fait l'objet d'une sortie officielle.
Le film fait l'objet d'une adaptation en bande dessinée, avec des crayons et des dessins de Francisco Ibáñez lui-même, intitulée de la même manière : Contra Jimmy el Cachondo. Elle est publiée quelques jours après le film, en décembre 2014. L'album suit une ligne différente des événements du long métrage, bien qu'il comporte de nombreuses références et idées reprises de celui-ci. Contrairement aux bandes dessinées de Francisco Ibáñez, le protagoniste du film est Filemón et non Mortadel. L'auteur des personnages, Francisco Ibáñez, s'est montré très satisfait du résultat du projet.
Super, Ofelia et Rompetechos sont les seuls personnages dont les voix sont interprétées par les mêmes acteurs que dans les deux films précédents. Janfri Topera, qui jouait le professeur Bacterium, prête sa voix à Filemón.
Pour la version limitée au Pérou, des personnalités de la télévision ayant des références locales sont utilisées. L'une d'entre elles, Enrique Victoria, avait déjà participé au doublage dans les années 1990. La distribution est assurée par Star Films.

## Distinctions
Le film est nommé pour deux prix Goya et a reçu le prix Goya du meilleur film d'animation.
| Année | Prix                 | Catégories                                                              | Bénéficiaires                                                           | Résultats  | Ref.   |
| ----- | -------------------- | ----------------------------------------------------------------------- | ----------------------------------------------------------------------- | ---------- | ------ |
| 2014  | Premios Forqué       | Prix spécial EGEDA du meilleur long métrage documentaire ou d'animation | Prix spécial EGEDA du meilleur long métrage documentaire ou d'animation | Lauréat    |        |
| 2014  | Medallas del CEC     | Meilleur film d'animation                                               | Meilleur film d'animation                                               | Lauréat    | [ 9 ]  |
| 2014  | Medallas del CEC     | Meilleure adaptation scénaristique                                      | J. Fesser                                                               | Lauréat    | [ 9 ]  |
| 2014  | Medallas del CEC     | Meilleure adaptation scénaristique                                      | Cristóbal Ruiz                                                          | Lauréat    | [ 9 ]  |
| 2014  | Medallas del CEC     | Meilleure adaptation scénaristique                                      | Claro García                                                            | Lauréat    | [ 9 ]  |
| 2014  | Premios Feroz 2014   | Meilleure comédie                                                       | Meilleure comédie                                                       | Nomination |        |
| 2014  | Premios Feroz 2014   | Meilleure chanson originale                                             | Rafael Arnau                                                            | Nomination |        |
| 2014  | Premios Gaudí 2014   | Mejor película de animación                                             | Mejor película de animación                                             | Lauréat    |        |
| 2014  | Premios Goya 2014    | Meilleur film d'animation                                               | Meilleur film d'animation                                               | Lauréat    |        |
| 2014  | Premios Goya 2014    | Meilleure adaptation scénaristique                                      | Javier Fesser                                                           | Lauréat    |        |
| 2014  | Premios Goya 2014    | Meilleure adaptation scénaristique                                      | Cristóbal Ruiz                                                          | Lauréat    |        |
| 2014  | Premios Goya 2014    | Meilleure adaptation scénaristique                                      | Claro García                                                            | Lauréat    |        |
| 2014  | Premios Goya 2014    | Meilleure réalisation artistique                                        | Víctor Monigote                                                         | Nomination |        |
| 2014  | Premios Goya 2014    | Meilleure production                                                    | Luis Fernández Lago                                                     | Nomination |        |
| 2014  | Premios Goya 2014    | Meilleure production                                                    | Julián Larrauri                                                         | Nomination |        |
| 2014  | Premios Goya 2014    | Meilleure chanson originale                                             | Rafael Arnau (Morta y File)                                             | Nomination |        |
| 2014  | Premios Goya 2014    | Meilleur prise de son                                                   | Nicolas de Poulpiquet                                                   | Nomination |        |
| 2014  | Premios Goya 2014    | Meilleur prise de son                                                   | James Muñoz                                                             | Nomination |        |
| 2015  | Premios Platino 2015 | Meilleur film d'animation                                               | Meilleur film d'animation                                               | Nomination | [ 10 ] |